# Othoes
Genre
Othoes est un genre de solifuges de la famille des Galeodidae.

## Distribution
Les espèces de ce genre se rencontrent en Afrique du Nord et Moyen-Orient.

## Liste des espèces
Selon Solifuges of the World (version 1.0) :
- Othoes floweri Hirst, 1911
- Othoes hirsti Lawrence, 1954
- Othoes rimmonensis Panouse, Levy & Shulov, 1967
- Othoes saharae Panouse, 1960
- Othoes vittatus Hirst, 1912

## Publication originale
- Hirst, 1911 : Scorpions and Solifugae collected by Captain S. S. Flower in the Anglo-Egyptian Sudan. Annals and Magazine of Natural History, sér. 8, vol. 7, p. 217-222 (texte intégral).